# Hamidiye
Lo Hamidiye fu un incrociatore protetto della marina militare ottomana, unico della sua classe, entrato in servizio nel 1904; la nave fu particolarmente attiva durante la prima guerra balcanica, durante la quale compì una lunga crociera in solitaria nelle acque del mar Egeo e del mar Ionio, mentre a partire dalla fine del 1914 prese parte anche alla prima guerra mondiale, operando nel teatro del Mar Nero. Sopravvissuta indenne al conflitto, passò nel 1925 alla neonata marina militare turca, rimanendo in servizio fino al 1947.

## Storia

### La prima guerra balcanica

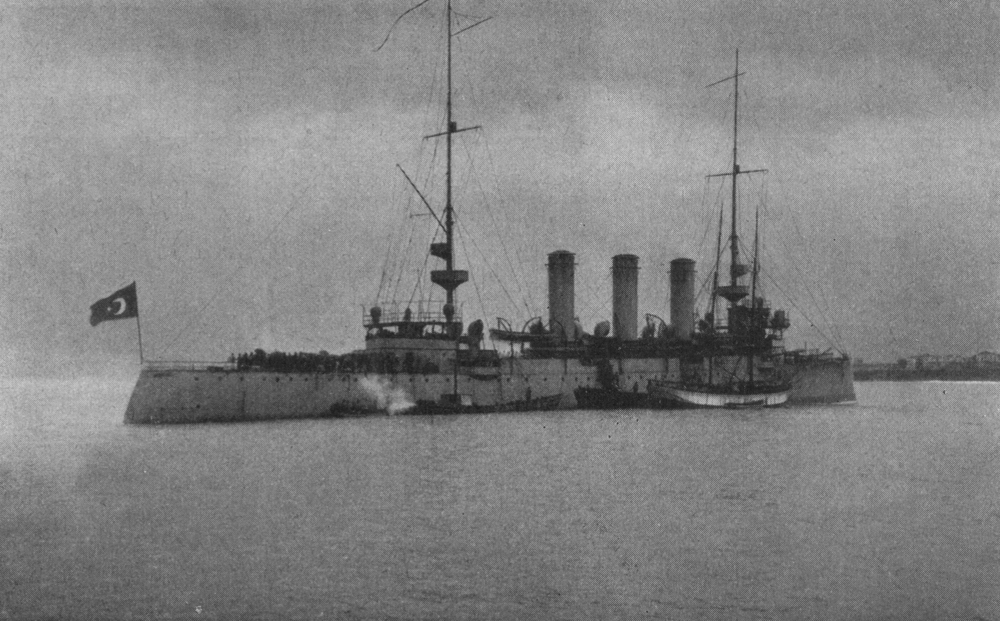
L'incrociatore nel 1913

Impostata nell'aprile del 1902 nei cantieri Armstrong Whitworth di Newcastle, nel Regno Unito, la nave fu varata il 25 settembre 1903 con il nome di Hamidiye, in onore del sultano Abdul-Hamid II; l'incrociatore divenne poi operativo con la marina ottomana nell'aprile del 1904. Il suo primo impiego operativo si ebbe già nel 1908, quando l'unità contribuì alla repressione di una rivolta anti-ottomana sull'isola di Samo.
Nell'ottobre del 1912 l'Impero ottomano fu attaccato dagli Stati della Lega Balcanica, dando avvio alla prima guerra balcanica: come il resto della flotta ottomana, lo Hamidiye fu destinato inizialmente alle operazioni nel Mar Nero contro i bulgari, partecipando al blocco dei porti di Burgas e Varna ed a varie missioni di bombardamento costiero. Il 21 novembre 1912, al largo di capo Kaliakra, una formazione di quattro torpediniere bulgare sorprese lo Hamidiye e due cacciatorpediniere mentre dirigevano verso Varna: nello scontro la torpediniera Drazki colpì lo Hamidiye con un siluro, provocando uno squarcio a dritta della prua ed uccidendo otto uomini dell'equipaggio, ma dopo molti sforzi il comandante, il futuro primo ministro turco Hüseyn Rauf Orbay riuscì a riportare l'incrociatore in salvo ad Istanbul, dove venne riparato.
L'unità ritornò in servizio nel gennaio del 1913, come parte di un piano architettato dagli ottomani per infrangere il blocco navale imposto dalla flotta greca ai Dardanelli: lo Hamidiye, l'unità più veloce della squadra ottomana, sarebbe dovuto salpare in solitaria per condurre una campagna corsara nell'Egeo, nella speranza che i greci distaccassero al suo inseguimento l'incrociatore corazzato Georgios Averof, l'unità più forte e più veloce della marina ellenica, consentendo alle corazzate ottomane di avere ragione del resto delle navi greche. L'incrociatore lasciò i Dardanelli nella notte del 14 gennaio 1913, riuscendo ad eludere la sorveglianza greca: inoltratasi nell'Egeo, la nave comparve il giorno successivo al largo dell'isola di Syra, dove bombardò il porto ed affondò l'incrociatore ausiliario greco Makedonia; il capitano Rauf Orbay si rese conto però che il carbone imbarcato era di scarsa qualità, ed il 18 gennaio fece rotta per Beirut e successivamente per Porto Said, dove, nonostante l'ostilità delle locali autorità britanniche, riuscì a fare rifornimento.

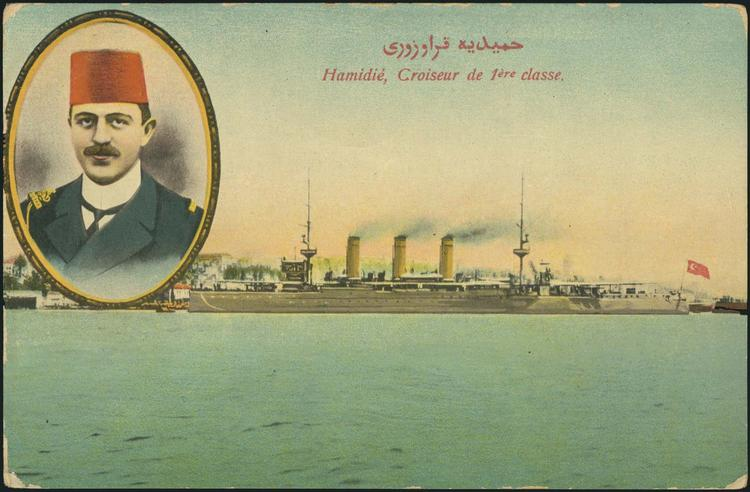
Foto dell'incrociatore con l'effige del comandante e futuro primo ministro turco Hüseyn Rauf Orbay

Dopo aver fatto tappa a Gedda per ricevere ulteriori rifornimenti e comunicare con l'alto comando, Orbay riportò l'incrociatore nel Mediterraneo a metà febbraio e, dopo vari scali in lungo e largo per procurarsi il carbone necessario, diresse verso le coste dell'Albania: l'8 marzo lo Hamidiye bombardò le posizioni greche a Durazzo, mentre il 12 marzo seguente attaccò il porto di San Giovanni di Medua, dove affondò sei navi da trasporto greche, ne danneggiò una settima (oltre ad un mercantile austroungarico neutrale) e bombardò l'accampamento della locale guarnigione serba; quattro cannoniere greche cercarono di intercettare l'incrociatore nel suo passaggio per il canale d'Otranto, ma Orbay riuscì ad eludere gli inseguitori ed a riparare il 16 marzo nel porto di Alessandria d'Egitto. La nave continuò ad operare nelle acque del Mediterraneo orientale, ma i sempre più gravi problemi alle caldaie e la difficoltà a reperire il carbone necessario (tutti fattori che diminuivano la velocità e l'efficienza dell'unità) spinsero Orbay ad interrompere la missione ed a rifugiarsi il 6 aprile a Gedda, al sicuro da attacchi greci.
L'unità ritornò ad Istanbul il 7 settembre seguente, dove il comandante e l'equipaggio furono accolti da eroi: a dispetto del fallimento del piano originario (la Averof non era stata distaccata all'inseguimento dello Hamidiye, continuando a frustrare i tentativi ottomani di forzare il blocco dei Dardanelli), la crociera di Orbay aveva avuto importanti effetti positivi sul morale ottomano, altrimenti afflitto dalle numerose sconfitte riportate su tutti i fronti; l'unica medaglia commemorativa del conflitto coniata da parte ottomana fu quella relativa alla campagna dell'incrociatore (Hamidiye Kruvazoru Humayunu Madalyasi), assegnata al capitano Orbay ed a ognuno dei 394 membri dell'equipaggio.

### La prima guerra mondiale ed il dopoguerra
Il 29 ottobre 1914 l'Impero ottomano entrò formalmente nella prima guerra mondiale con una serie di attacchi a sorpresa contro le basi navali russe nel Mar Nero: lo Hamidiye, insieme all'incrociatore Midilli, bombardò i porti di Feodosia, Jalta (dove furono affondate due navi russe) e Novorossijsk, oltre a posare mine nello stretto di Kerč; nei giorni successivi attaccò anche i porti di Tuapse (20 novembre) e Batumi (25 dicembre), ma ai primi di gennaio fu sorpreso nei pressi di Sinope dalla flotta russa, riuscendo però a fuggire incolume. Il 3 aprile 1915 fu inviato insieme all'incrociatore Mecidiye e quattro cacciatorpediniere a bombardare Odessa: al largo del porto il Mecidiye urtò una mina ed affondò rapidamente, anche se gran parte dell'equipaggio fu tratto in salvo dallo Hamidiye. L'incrociatore continuò a partecipare alle operazioni nel Mar Nero in compiti secondari, principalmente come scorta ai convogli di rifornimento ottomani; al momento dell'armistizio ottomano il 30 ottobre 1918 la nave fu posta in disarmo ad Istanbul, dove fu successivamente presa in consegna dalle autorità britanniche.
Secondo i termini del trattato di Sèvres tutte le superstiti unità della flotta ottomana dovevano essere consegnate agli alleati vittoriosi come compensazione per i danni di guerra, ma dopo la conclusione della guerra d'indipendenza turca fu stipulato un nuovo trattato di pace il 24 luglio 1923: lo Hamidiye e le altre unità ex ottomane furono assegnate alla neonata marina militare turca, ritornando in servizio nel 1925 dopo un periodo di riparazioni; l'incrociatore servì con la flotta turca fino al 1940, quando fu declassato a nave scuola per i cadetti. Il 1º marzo 1947 la nave fu ritirita dal servizio attivo: tra il 1949 ed il 1951 fu impiegata come nave-museo, ancorata nel porto del quartiere di Kabataş ad Istanbul, prima di essere riposizionata nel Corno d'Oro dove rimase fino al 1964; il 10 settembre 1964 lo scafo fu venduto per la demolizione.